# 558
558 г. е била обикновена година, започваща в четвъртък.

## Събития

### Византия
- 7 май – куполът на катедралата Света София в Константинопол се срутва. Тогавашният император Юстинян I нарежда реконстукция.

### Европа
- Хлотар I обединява царството на франките.
- Възниква Аварският хаганат, мощна полуномадска държава, създадена от аварите в Панония, дн. Унгария

## Родени
- Гао Йан
- Ю Шинан

## Починали
- Хилдеберт I
- Император Джинг от династията Лианг
- Императрица Дугу от династията Минг